# Rijckholt
Rijckholt (Limburgs: Riêkelt) is een kerkdorp in de Nederlands-Limburgse gemeente Eijsden-Margraten, dat in 2022 615 inwoners telde.

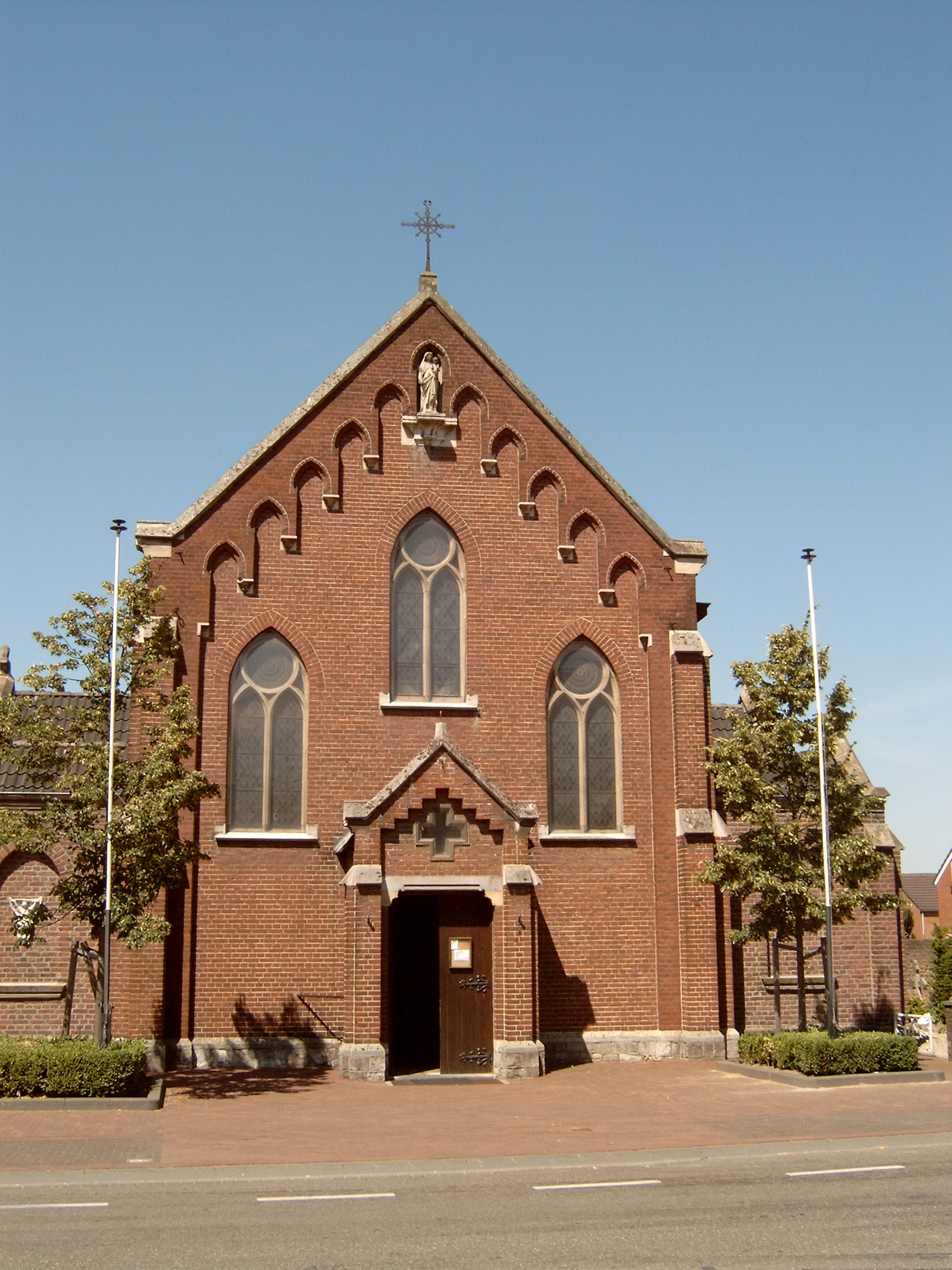
Kerk van Rijckholt

## Geschiedenis
Rijckholt ontstond in de vroege middeleeuwen en was vanaf de 12e eeuw een Vrije Rijksheerlijkheid en van de 16e eeuw tot 1794 een Rijksbaronie. Daarna werd het een zelfstandige gemeente, tot het 1 januari 1943 opging in de gemeente Gronsveld. In 1982 werd Gronsveld samengevoegd met de gemeente Eijsden. Vanaf 1 januari 2011 is het een onderdeel van de gemeente Eijsden-Margraten.
In de 19e eeuw ontwikkelde Rijckholt zich tot een straatdorp langs de hoofdweg Maastricht-Luik.
Zie ook
- Lijst van burgemeesters van Rijckholt

## Bezienswaardigheden
- Het Kasteel van Rijckholt waar lange tijd een jeugdhotel in gevestigd is geweest. Daar kwam verandering in, toen de rust in de omgeving verdween, doordat autosnelweg A2 er langs aangelegd werd. Een jeugdherberg (hostel) in deze streek is gevestigd in Maastricht.
- Onze-Lieve-Vrouw Onbevlekt Ontvangenkerk, oorspronkelijk een kloosterkerk van 1882.
- Onze-Lieve-Vrouw-van-Toevluchtkapel tussen Rijckholt en Gronsveld.
- Huize Immaculata, een kloostercomplex van 1912.
- Enkele historische boerderijen.
- De prehistorische vuursteenmijnen, gelegen in het Savelsbos. Deze zijn ook voor het publiek te bezichtigen.
- Vlak bij de vuursteenmijnen ligt ook de Henkeput, een archeologisch monument.

Zie ook
- Lijst van rijksmonumenten in Rijckholt

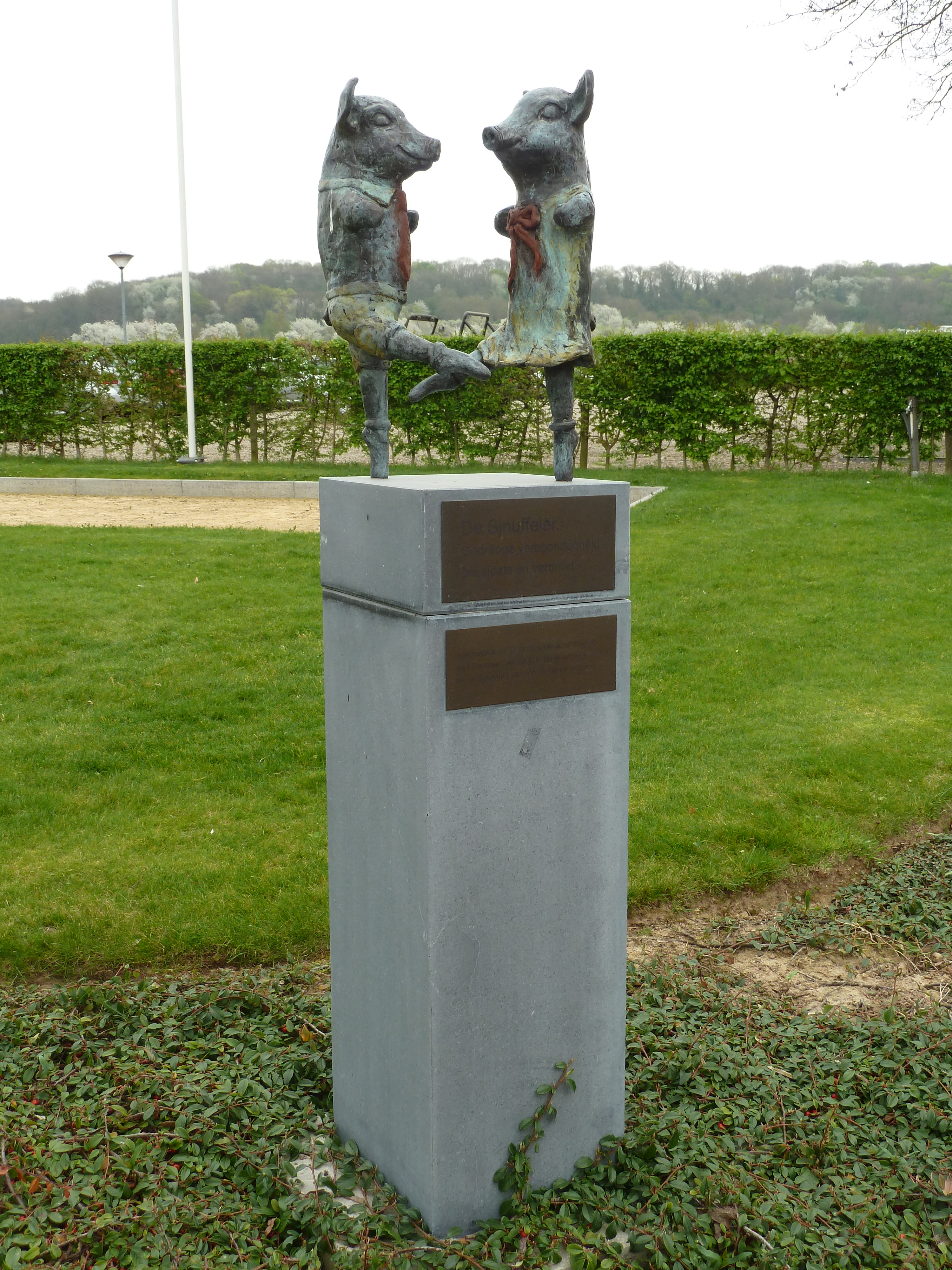
De Sjnuffeler
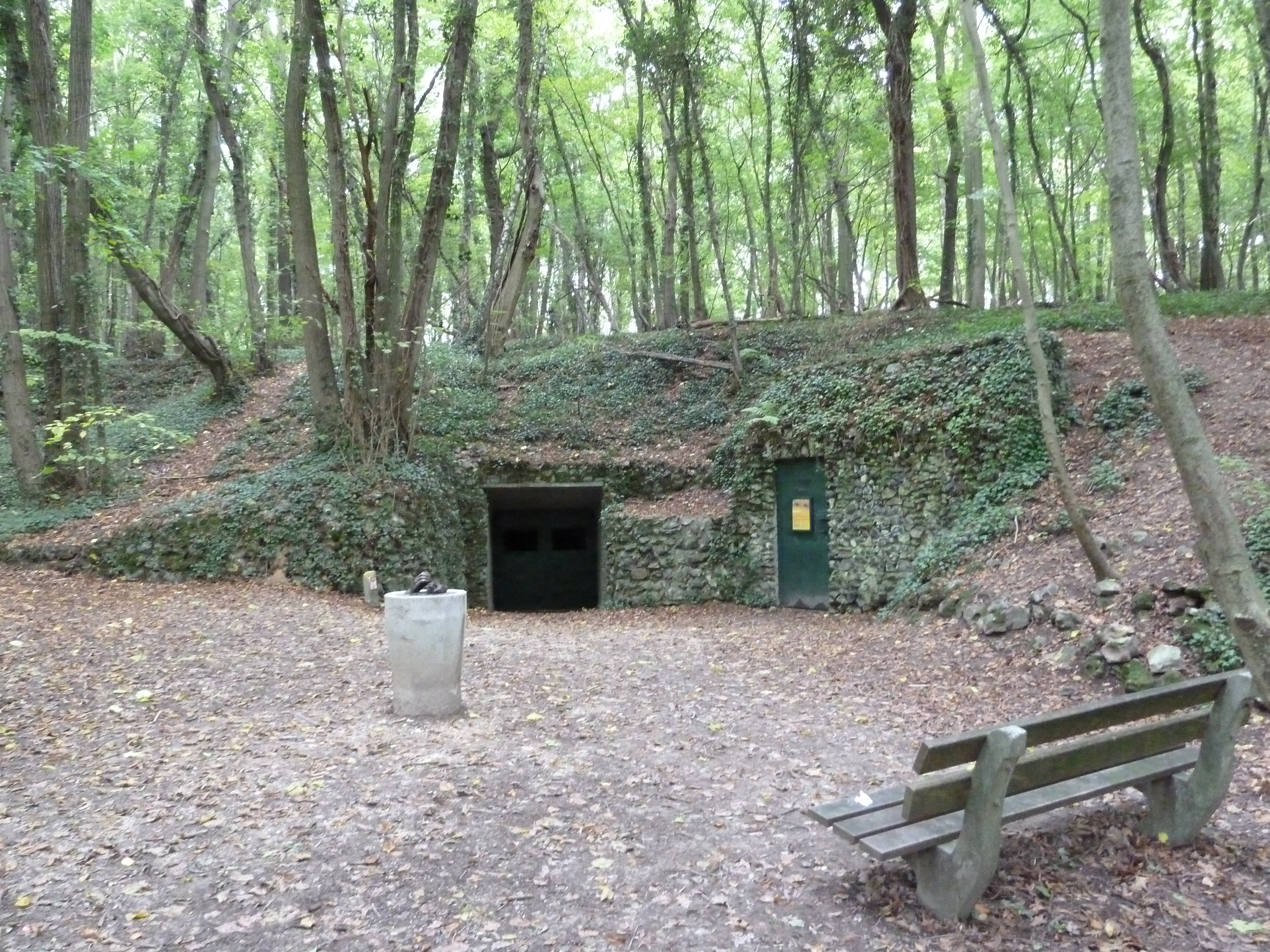
Ingang vuursteenmijn
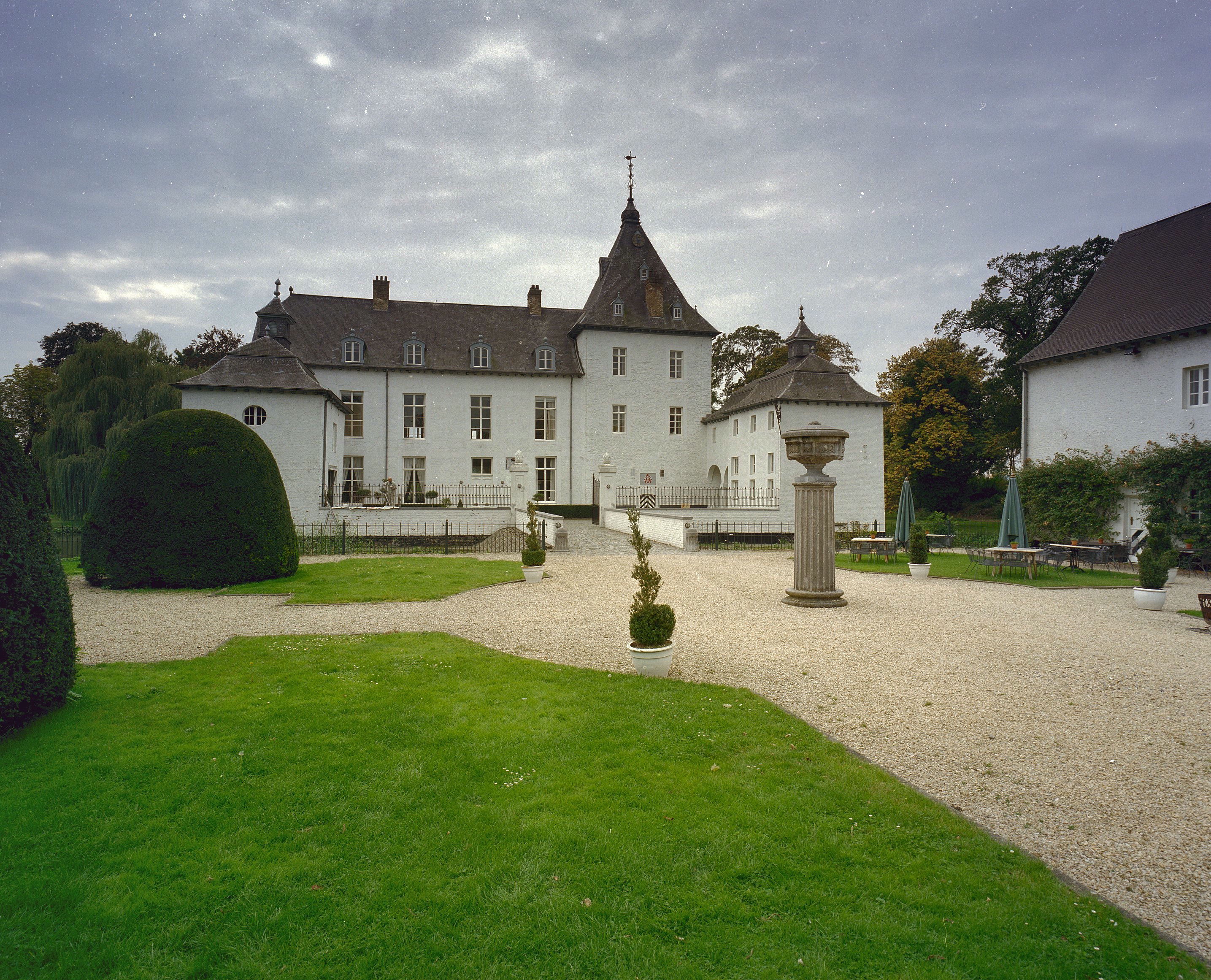
Kasteel Rijckholt

## Natuur en landschap
Rijckholt ligt in het Maasdal op een hoogte van ongeveer 52 meter. De omgeving wordt beheerst door boomgaarden en landbouw. Ten oosten van Rijckholt ligt de helling naar het Plateau van Margraten, met op deze helling het Savelsbos, een belangrijk natuurgebied. Ten westen van Rijckholt ligt het tracé van de A2, welke van noord naar zuid verloopt.

## Nabijgelegen kernen
Oost-Maarland, Mariadorp, Sint Geertruid, Gronsveld